# آشور-اتیل-ایلنی
آشور-اتیل-ایلنی (آشور-اتل-ایلنی هم گفته می‌شود، Ašur-etel-ilani, Ašur-etil-ilani) پسر آشور بانیپال بود و پس از وی به پادشاهی آشور رسید.
بازسازی وقایع دوره سلطنت این پادشاه بسیار سخت و مشکل است. علت این مشکل، نبود مدارک آشوری مربوط به این دوره می‌باشد، مثلاً این دوره سلطنت هیچ کتیبه یا نوشته سلطنتی برای توضیح گرفتن از آن ندارد. مهم‌ترین منبع برای نوشتن تاریخ دوره مزبور، «وقایع نامه نبوپولاسار» است که آن هم بی‌نهایت بریده بریده می‌باشد. مرگ آشوربانیپال در فاصله سال‌های ۶۳۱ و ۶۲۷ پیش از میلاد روی داد و پس از آن جنگ خانگی شدیدی در آشور بین چند تن از مدعیان تاج و تخت درگرفت که در نهایت به سقوط امپراتوری آشور انجامید. در حقیقت جنگ مزبور بر سر قدرت، ممکن است که چند سال زودتر از مرگ آشور بانیپال و در سال‌های پایانی حیات وی آغاز شده بوده باشد. روند وقایع و حتی تعداد مدعیان تاج و تخت به درستی معلوم و مشخص نیست، اما این نکته را به تحقیق می‌دانیم که به محض مرگ آشوربانیپال، قبایل و مردمان و اقوام مختلف سیتی (اسکیتی)، کیمری، مادی، پارسی و بابلی از ضعف موجود در هیئت حاکمه آشور استفاده و از مرزهای امپراتوری آشور عبور کردند و اشکلون (عسقلان) را ویران کردند و تا مصر تاختند. کالح (نیمرود) آتش زده شد، اما دیوارهای محکم نینوا از باقی‌مانده نیروهای نظامی آشور (که در داخل شهر پناه گرفته بودند)، محافظت کردند.
هنگامی که مهاجمان به نقاط و مناطق دیگر رفتند، یک کاخ جدید از میان خرابه‌ها و ویرانه‌های شهر همسایه سر برآورد و ساخته شد، اما فقر معماری و اندازه‌ها و ابعاد کوچک آن نشان می‌دهد که منابع و ذخایر موجود در دست آشوری‌ها در کمترین سطح خود بوده‌است. بنا به گفته کتیبه حران نبونیدوس، آشور-اتیل-ایلنی سه سال سلطنت کرد، اما عهدنامه‌ای از نیپور وجود دارد که زمانش سال چهارم سلطنت او می‌باشد؛ بنابراین به نظر می‌رسد که وی در سال ۶۲۷ قبل از میلاد به جانشینی پدر رسیده و تا سال ۶۲۳ پیش از میلاد حکومت کرده باشد. اما این نوع تاریخ گذاری هم برخی مشکلات را به دلیل وقایع جنگ آشور و بابل (و متحدان بابل) به وجود می‌آورد. به این ترتیب، آشور-اتیل-ایلنی باید قبل از سال ۶۲۷ پ.م. به پادشاهی آشور رسیده باشد. برخی این عقیده را دارند که دوره سلطنت وی و دوره پادشاهی پدرش با هم تداخل و همپوشانی داشته‌اند، اما بیشتر اینگونه به نظر می‌رسد که آشوربانیپال قبل از سال ۶۲۷ پ.م. درگذشته باشد، چون شاهدی برای وجود حکومت مشترک در سال‌های پایانی عمر آشوربانیپال در دست نداریم. به همین علت، دانشمندان پیشنهاد می‌کنند که آشوربانیپال در سال ۶۳۱ پ. م درگذشته و آشور-اتل-ایلنی تا سال ۶۲۷ ق. م پادشاهی کرده‌است. البته هنوز هم برخی مشکلات با این نوع تاریخ گذاری وجود دارد، ولی این قسم تاریخ گذاری محتمل‌ترین حالت ممکن می‌باشد.
پس از آشور اتیل ایلنی، سین-شومو-لیشیر به حکومت رسید، وی گویا یکی از ژنرال‌های آشور اتل ایلنی بوده‌است که بر ولینعمت خود شوریده و او را از تخت سلطنت به زیر کشیده‌است.